# Хоккейный Евротур 2010/2011
15-й по счёту Хоккейный Евротур прошёл в 2010—2011 годах.
В турнире участвовали 4 сборные: Чехия, Россия, Швеция и Финляндия. Каждая из стран-участниц провела у себя дома по одному турниру, в каждом из которых один матч прошёл не в стране-хозяйке турнира.
Победителем турнира досрочно, за два тура до окончания Евротура, стала сборная России.

## Турниры

### Кубок Карьяла
Игры на кубок Карьяла прошли с 11 по 14 ноября 2010 года. Турнир проводился в Финляндии. Выставочный матч Чехия — Швеция был сыгран в Чехии.

### Кубок Первого канала
Игры на кубок Первого канала прошли с 16 по 19 декабря 2010 года. Турнир проводился в России. Выставочный матч Финляндия — Чехия был сыгран в Финляндии.

### Хоккейные игры LG
Хоккейные игры LG прошли с 10 февраля по 13 февраля 2011 года. Турнир проводился в Швеции. Выставочный матч Россия — Финляндия был сыгран в России.

### Чешские хоккейные игры
Чешские хоккейные игры прошли с 21 по 24 апреля 2011 года. Турнир проводился в Чехии. Выставочный матч Швеция — Россия был сыгран в Швеции. Одержав в этой игре победу со счётом 4:2, сборная России досрочно стала победителем Хоккейного Евротура 2010/11.

## Общая таблица
| # | Сборная   | И  | В | ВО | ПО | П | Ш     | Очки |
| - | --------- | -- | - | -- | -- | - | ----- | ---- |
| 1 | Россия    | 12 | 9 | 0  | 0  | 3 | 42—31 | 27   |
| 2 | Швеция    | 12 | 6 | 1  | 0  | 5 | 39—32 | 20   |
| 3 | Финляндия | 12 | 3 | 1  | 2  | 6 | 27—33 | 13   |
| 4 | Чехия     | 12 | 3 | 1  | 1  | 7 | 27—39 | 12   |

## Победитель Еврохоккейтура 2010/2011
| Победитель Еврохоккейтура 2010/2011 |
| ----------------------------------- |
| Россия пятый титул                  |